# Isaac Farchi
Isaac Farchi Sultán (En hebreo: יצחק פרחי) nació en la Ciudad de Guatemala, 12 de junio de 1960. Es un empresario y político guatemalteco que fue diputado del Congreso de Guatemala de 1996 a 2000. y candidato presidencial en los años 2,019 con el partido VIVA y en el 2,023 con el partido Azul. 
Habla 3 idiomas: español, inglés y hebreo.
Hombre de negocios y consultor que ha desarrollado proyectos industriales en su natal Guatemala y de salud, agricultura, infraestructura y otros en países de África, Tailandia,  Bulgaria, Letonia,  Argentina y México.  

## Biografía
Farchi nació el 12 de junio de 1960 en la Ciudad de Guatemala, hijo del empresario Nissim Farchi Finkelstain, un israelí nacido en Bulgaria, y de Vilma Sultán Berkowitz, una guatemalteca de origen israelí.
Hombre de negocios tuvo industrias de plástico y madera además de tener intereses en varios restaurantes.
Presidió a la Sociedad Judía Sefaradita de Guatemala Maguen David por 10 años hasta su partida a Israel.
Miembro del Directorio de los bomberos Municipales de Guatemala, construyó la Estación 9 y fue el primer director de la misma. En 1,998 fue nombrado director general de la estación Central de los Bomberos Municipales.
Fue diputado del Congreso de Guatemala de 1996 a 2000 por el Frente Republicano Guatemalteco (FRG), siendo uno de los primeros judíos en ocupar un cargo de elección popular en Guatemala.
Farchi emigró con su familia a Israel en el año 2,000 al salir del Congreso. Tiene residencia permanente en Israel y Guatemala. 
Fue invitado  como candidato presidencial por el partido político Visión con Valores para las elecciones generales de 2019, donde obtuvo el sexto lugar. En la segunda vuelta electoral, apoyó a Alejandro Giammattei, candidato de Vamos.quien ganó la Presidencia del país.
El presidente Alejandro Giammattei nombró a Farchi como coordinador general adjunto AD-HONOREM del Comité Ejecutivo del Programa Nacional de Competitividad (Pronacom) en marzo de 2020. En agosto de 2021, Farchi renunció al cargo.
Diputados del partido UNE lo señalaron como parte de una supuesta inversión con empresarios rusos, sin embargo nunca presentaron pruebas de los señalamientos ni se inició una investigación en su contra. Farchi presentó en conferencia de prensa nacional certificados del Ministerio Público donde no había cargos en su contra presentados por los diputados y los reto a que presentarán al MP y al sistema judicial las pruebas de los señalamientos que hicieron en su contra. Los diputados no respondieron ni presentaron evidencias de lo que señalaron de Farchi.
Fundador del Partido Azul, en la Asamblea Nacional de 2,022 Farchi fue anunciado como candidato presidencial por el Partido Azul para las elecciones generales de 2023.
En junio de 2024 renunció al Partido Azul por no estar de acuerdo con las decisiones tomadas por algunos miembros del Comité Ejecutivo Nacional y el cambio de ideología del partido, además cuestiono la actuación de los diputados del Partido Azul.